# August Hausrath
August Hausrath (* 20. Juni 1865 in Karlsruhe; † 15. Mai 1944 in Heidelberg) war ein deutscher Klassischer Philologe und Gymnasialdirektor.

## Leben
August Hausrath war der älteste Sohn des protestantischen Theologen Adolf Hausrath (1837–1909) und der Henriette Fallenstein (1840–1895), deren jüngere Schwester Helene mit dem Juristen Max Weber senior verheiratet war; die ältere Schwester Ida war mit dem Historiker Hermann Baumgarten verheiratet. Die Familie Hausrath zog 1869 nach Heidelberg, wo der Vater eine außerordentliche (später ordentliche) Professur für neutestamentliche Exegese und Kirchengeschichte bekleidete. Die Familie wohnte seitdem im Haus der Familie Fallenstein in der Ziegelhäuser Landstraße 17.
August Hausrath besuchte ab 1873 das Gymnasium in Heidelberg, wo ihn Gustav Uhlig in den Fächern Latein und Griechisch unterrichtete. 1878 wechselte Hausrath an das Gymnasium in Mannheim, wo er 1883 die Reifeprüfung ablegte. Zum Wintersemester 1883/1884 ging er an die Universität Heidelberg und studierte Klassische Philologie und Geschichte. Er wurde Mitglied der Philologisch-Historischen Verbindung Cimbria Heidelberg im Naumburger Kartellverband. Zum Sommersemester 1885 wechselte er an die Universität Bonn, wo er auch in den Bonner Kreis und in den Philologischen Verein eintrat. Unter seinen Kommilitonen waren Hans von Arnim, Otto Cuntz, Friedrich Mie, Erich Pernice und Otto Schulthess. Am 13. August 1888 wurde Hausrath zum Dr. phil. promoviert. Seine Dissertation widmete er den Professoren Franz Bücheler und Hermann Usener; in seinem Lebenslauf nannte er neben ihnen die Archäologe Friedrich von Duhn und Reinhard Kekulé von Stradonitz sowie den Historiker Heinrich Nissen als die akademischen Lehrer, denen er am meisten verdanke.
Nach der Promotion und der Reifeprüfung blieb Hausrath zunächst Privatgelehrter. Er reiste nach Italien und untersuchte dort Handschriften der äsopischen Fabeln, mit denen er sich sein Leben lang beschäftigte. 1896 wurde er am Gymnasium in Karlsruhe zum Gymnasialprofessor ernannt. 1910 wechselte er an das Gymnasium in Heidelberg, wo er zusammen mit seiner Schwester Laura (1867–1928), seinem Cousin Max Weber mit seiner Frau Marianne in seinem Elternhaus wohnte. 1919 wurde Hausrath zum Direktor des Gymnasiums in Wertheim ernannt. 1921 wechselte er an das Friedrich-Gymnasium in Freiburg im Breisgau, das er zehn Jahre lang leitete. 1930 trat er in den Ruhestand und zog zurück nach Heidelberg, wo er bis zu seinem Tod wissenschaftlich und publizistisch tätig blieb.
Hausraths Forschungsschwerpunkt waren die äsopischen Fabeln, deren Entstehung, Überlieferung und Rezeption er eingehend untersuchte. Nach jahrzehntelangen Vorbereitungen veröffentlichte er 1940 eine kritische Textausgabe und eine deutsche Übersetzung der Fabeln. Beide Werke wurden nach seinem Tod von seinem ehemaligen Kollegen Hans Haas überarbeitet. Außerdem beschäftigte sich Hausrath mit dem griechischen Drama. Er führte 1919 am Wertheimer Gymnasium zusammen mit Franz Boll die Antigone des Sophokles in Originalsprache auf und veröffentlichte 1923 eine Übersetzung der Perser des Aischylos. Außerdem bemühte sich Hausrath in der Tradition seines Heidelberger Lehrers Gustav Uhlig um den Erhalt des humanistischen Gymnasiums. Er war Vorstandsmitglied des badischen Gymnasialvereins und verfocht die Bedeutung humanistischer Bildung in Aufsätzen und Vorträgen. In der Zeit der Weimarer Republik war er Mitglied der Deutschen Demokratischen Partei.

## Schriften (Auswahl)
- mit August Marx: Griechische Märchen: Märchen, Fabeln, Schwänke und Novellen aus dem klassischen Altertum. Jena 1913. 2. Auflage 1922
- Untersuchungen zur Überlieferung der äsopischen Fabeln. In: Jahrbücher für classische Philologie. Supplementband 21, Leipzig 1894, S. 245–312
- Achiqar und Aesop. Das Verhältnis der orientalischen zur griechischen Fabeldichtung. Heidelberg 1918
- Aischylos: Die Perser. Verdeutscht. Jena 1923
- Jugendbewegung und Schule. Karlsruhe 1923
- Geschichte der römischen Literatur. Bielefeld 1930
- Aesopische Fabeln. Gefolgt von einer Abhandlung: Die Aesoplegende, Urtext und Übertragung. München 1940. 2. Auflage 1944. 3., gekürzte Auflage 1959
- Corpus fabularum Aesopicarum. Vol. 1: Fabulae Aesopicae soluta oratione conscriptae, Fasc. 1. Leipzig 1940. 2. Auflage mit Addenda und Corrigenda von Hans Haas 1957
- Corpus fabularum Aesopicarum. Vol. 1: Fabulae Aesopicae soluta oratione conscriptae, Fasc. 2: Fabulae 182–345. Leipzig 1956. 2. Auflage mit Indizes von Hans Haas 1959